# Verzaubert (Filmfestival)

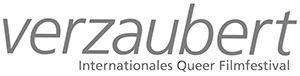
Offizielles Festivallogo 2008

Das Verzaubert – Internationales Queer Filmfestival (offizielle Bezeichnung bis 2008) wurde 1991 gegründet und tourte bis 2011 jedes Jahr im November/Dezember durch die vier Städte München, Frankfurt am Main, Köln und Berlin.

## Geschichte
2008 fand das Festival erstmals im Frühjahr (April) statt. Von 2009 bis zum Ende im Jahre 2011 wurde es unter der Bezeichnung Verzaubert Queer Film Weekend auf ein Filmwochenende ohne Gäste oder Preise reduziert. Im letzten Jahr wurde es nicht mehr von Rosebud Entertainment, sondern allein von Rudolf Fürstberger organisiert. 2012 ging Verzaubert als Sektion im neu gegründeten Liebe Filme Festival auf, welches jedoch nur einmal an einem Wochenende im April 2012 als Preview auf das zukünftige Festival und seitdem nie wieder stattfand.
Gezeigt wurden Spielfilme und Kurzfilme aus allen Genres mit dem Schwerpunkt lesbisch/schwul. Seit 1998 gab es den Rosebud Audience Award (Publikumspreis für den jeweils besten Spiel- und Kurzfilm). Die Kurzfilmprogramme Gay Propaganda Night und The Elle World (bis 2004 Lesbisch – die Freiheit nehm ich mir) zählten mit zu den populären Programmen des Festivals. Bisher gezeigte Specials und Hommagen zu Christine Vachon, François Ozon und Intramovies. Bei einigen Filmen gab es Publikumsgespräche und persönliche Filmeinführungen von eingeladenen Regisseuren und Schauspielern, diese fanden hauptsächlich in Berlin statt. Traditionell wurde das Festival mit einem Film, der Opening Night eröffnet und schloss mit der Closing Night.
Im Festivalprogramm am stärksten vertreten waren Filmproduktionen aus Nordamerika und Europa. Immer häufiger fanden aber auch asiatische Produktionen eine Plattform. Alle Filme wurden in der Regel mit Originalton und bei nicht englischsprachigen Filmen mit englischen oder seltener auch deutschen Untertiteln gezeigt.

## Wettbewerb
Gewinner des Rosebud Audience Award in der Kategorie „Bester Spielfilm“:
- 2000: Julie And Me (Revoir Julie)
- 2001: Once In A Lifetime (Livet är en schlager/Hånden på hjertet)
- 2002: My Mother Likes Women (A mi madre le gustan las mujeres)
- 2003: Goldfish Memory
- 2004: Producing Adults
- 2005: Transamerica
- 2006: 20 cm (20 centímetros)

## Opening Night
Festival-Eröffnungsfilm Opening Night:
- 1996: Beautiful Thing
- 1997: The Doom Generation
- 1998: Gods and Monsters
- 1999: Raus aus Åmål (Fucking Åmål)
- 2000: Tropfen auf heiße Steine (Gouttes d’eau sur pierres brûlantes/Water Drops on Burning Rocks)
- 2001: Hedwig and the Angry Inch
- 2002: Frida
- 2003: Yossi & Jagger
- 2004: Brüderliebe (Le Clan/Three Dancing Slaves)
- 2005: C.R.A.Z.Y. – Verrücktes Leben
- 2006: Boy Culture

## Closing Night
Festival-Abschlussfilm Closing Night:
- 1996: Marching In Darkness
- 1997: Fistful of Flies
- 1998: Billy’s Hollywood Screen Kiss + Out Of Season
- 1999: Execution of Justice
- 2001: Urbania
- 2002: L.I.E. – Long Island Expressway
- 2003: Mambo Iltaliano
- 2004: You I Love (Ya Lyublyu Tebya)
- 2005: Mysterious Skin – Unter die Haut
- 2006: Whole New Thing